# Voreia Kynouria
Voreia Kynouria (Grieks: Βόρεια Κυνουρία) is een gemeente (dimos) in de Griekse bestuurlijke regio (periferia) Peloponnesos. Een van de dorpen in deze gemeente is Ano Doliana.